# Katspolder (Noord-Beveland)
De Katspolder was een polder en een waterschap in de gemeente Kats op Noord-Beveland, in de Nederlandse provincie Zeeland.
In 1667 kreeg de Heer van Kats het octrooi voor de bedijking van enkele schorren rond Kortgene. In 1668 was de bedijking een feit. Het werd genoemd naar het dorp Kats, dat in 1530 was verdronken.
Sinds 1871 werden de buitendijken beheerd door het waterschap Waterkering Jonkvrouw Annapolder en na het calamiteus verklaren van de Leendert Abrahampolder kwamen de zeedijken in 1883 ook deels onder het beheer van het waterschap de Waterkering Leendert Abrahampolder.
Op 1 februari 1953 overstroomde de polder. De polder viel op 15 maart weer droog. Ook in 1682 was de polder al eens overstroomd.